# Binjamin Minc
Binjamin Minc (hebrejsky: בנימין מינץ, žil 12. ledna 1903 – 30. května 1961) byl izraelský politik a poslanec Knesetu za strany Chazit datit me'uchedet, Po'alej Agudat Jisra'el, Chazit datit Toratit, Agudat Jisra'el-Po'alej Agudat Jisra'el, Chazit datit Toratit a opět Po'alej Agudat Jisra'el.

## Biografie
Narodil se ve městě Lodž v tehdejší Ruské říši (dnes Polsko). Vystudoval židovskou náboženskou školu chasidského směru. V roce 1925 přesídlil do dnešního Izraele, kde pracoval ve stavebnictví a jako tiskař. Zřídil si malou tiskařskou dílnu.

## Politická dráha
V mládí se v Polsku angažoval v mládežnické struktuře hnutí Agudat Jisra'el. V roce 1933 založil hnutí Po'alej Agudat Jisra'el. V roce 1946 se zasloužil o vytvoření celosvětové organizace Po'alej Agudat Jisra'el. Po druhé světové válce byl za toto hnutí vyslán do Evropy. Před vznikem státu Izrael byl členem bezpečnostního výboru Židovské agentury a pak členem Prozatímní státní rady.
V izraelském parlamentu zasedl poprvé už po volbách v roce 1949, do nichž šel za kandidátní listinu Chazit datit me'uchedet (Sjednocená náboženská fronta). Předsedal parlamentnímu výboru pro záležitosti vnitra a byl členem výboru pro zahraniční záležitosti a obranu. Ve volbách v roce 1951 se jednotná kandidátní listina Chazit datit me'uchedet rozpadla a Minc kandidoval za samostatně působící Po'alej Agudat Jisra'el. Stal se členem výboru práce a výboru pro vzdělávání a kulturu. Zastával i post místopředsedy Knesetu. Do voleb v roce 1955 šel za formaci Chazit datit Toratit (Náboženská fronta Tóry), která se ale v průběhu funkčního období přejmenovala na Agudat Jisra'el-Po'alej Agudat Jisra'el. I nadále byl místopředsedou Knesetu. Uspěl i ve volbách v roce 1959, nyní za opět obnovenou kandidátní listinu Chazit datit Toratit. Ta se ale během následného funkčního období rozpadla a Minc přešel do samostatného poslaneckého klubu strany Po'alej Agudat Jisra'el. Byl členem výboru pro zahraniční záležitosti a obranu a stále i místopředsedou Knesetu. Zemřel během funkčního období. Jeho poslanecké křeslo pak zaujal Šlomo Ja'akov Gross.
Zastával i vládní posty. V letech 1960–1961 byl ministrem poštovních služeb.